# Celebrate (пісня)
«Celebrate» (укр. «Свято») — пісня, з якою хорватська співачка Дарія Кінцер представляла Хорватію на пісенному конкурсі Євробачення 2011. Пісня була виконана в першому півфіналі, 10 травня, але до фіналу не пройшла .